# Tmesisternus adspersarius
Tmesisternus adspersarius là một loài bọ cánh cứng trong họ Cerambycidae.